# Bát quái Dương Châu

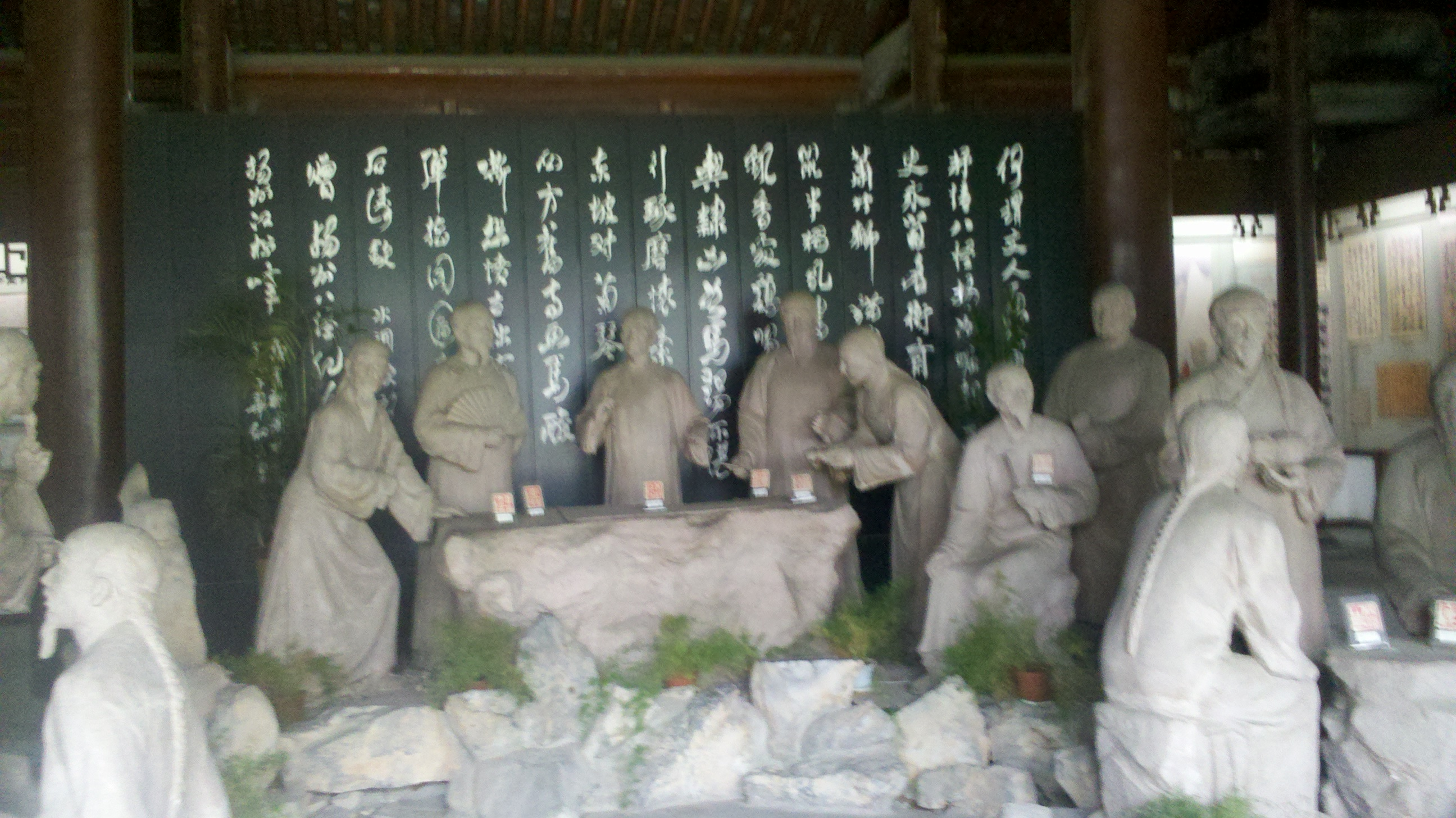
Tác phẩm điêu khắc mô tả Dương Châu bát quái trong Nhà tưởng niệm

Bát quái Dương Châu hay Dương Châu bát quái (giản thể: 扬州八怪; phồn thể: 揚州八怪; bính âm: Yángzhoū Bā Guài; nghĩa đen 'Tám người lập dị của Dương Châu') là tên của một nhóm họa sĩ Trung Quốc vào thế kỷ 18 nổi tiếng dưới triều đại nhà Thanh vì tôn sùng và có thành tựu cao trong một trường phái hội họa cách tân, gọi là "Dương Châu họa phái" (giản thể: 扬州画派; phồn thể: 揚州畫派; nghĩa đen 'Trường phái hội họa Dương Châu'). Mặc dù mang nghĩa đen "Tám người lập dị của Dương Châu", nhưng đến nay thuật ngữ này thường dùng để chỉ chung cho cả một nhóm 15 họa sĩ cùng theo trường phái nghệ thuật trên.

## Tổng quan
"Bát quái Dương Châu" là thuật ngữ dùng để chỉ một nhóm họa sĩ xuất thân từ nhiều nơi khác nhau nhưng lại sinh hoạt lâu dài và hoạt động sáng tác ở phủ Dương Châu (扬州府) từ những năm giữa niên hiệu Khang Hi đến những năm cuối niên hiệu Càn Long. Hơn nữa, tư tưởng, hành vi và phong cách nghệ thuật của họ đều không bị bó buộc bởi các phép xưa lệ cũ hay các quy ước của triều đại đương thời, rất khác biệt với các họa sĩ khác. Theo một số nghiên cứu ghi nhận, khái niệm Bát quái Dương Châu xuất hiện lần đầu tiên trong "Dương Châu họa uyển lục" (giản thể: 扬州画苑录; phồn thể: 揚州畫苑錄; nghĩa đen 'Ghi chép về giới hội họa Dương Châu') của họa sĩ Uông Quân (汪鋆) vào cuối thời Thanh. Tuy nhiên, một số bằng chứng chỉ ra rằng, Kim An Thành đã nhắc đến "Bát quái Dương Châu" sớm hơn cả Uông Quân ba mươi năm. Đến năm 2012, một bài nghiên cứu đã đưa ra bằng chứng về việc Dương Đạc mới là người ghi chép về "bát quái" sớm nhất. Ban đầu, khái niệm "quái" này mang ý nghĩa châm biếm, nhưng càng về sau trường phái hội họa cách tân và bản thân các họa sĩ theo trường phái này dần được công chúng công nhận, từ "bát quái" dần được dùng với ý khen ngợi.
Mặc dù được gọi là "Bát quái Dương Châu", nhưng thực tế danh tính và số họa sĩ được nhắc đến lại không đồng nhất ở nhiều nguồn. Trong "Âu Bát La thất thư họa mục quá khảo" của Lý Ngọc Phân, khái niệm này dùng để gọi 8 người Uông Sĩ Thận, Kim Nông, Hoàng Thận, Cao Tường, Lý Thiện, Trịnh Tiếp, Lý Phương Ưng, La Sính. Nếu tổng hợp từ các nguồn khác như "Dương Châu họa uyển lục", "Thiên Ẩn đường tập", "Ái Nhật Ngâm Lư thư họa bổ lục", "Cổ họa vi" và "Lịch sử Hội họa Trung Quốc", có đến tất cả 15 người được nhắc đến dưới danh nghĩa "Bát quái Dương Châu". Phần lớn các nguồn đều chọn dùng kiến giải của Lý Ngọc Phân trong "Âu Bát La thất thư họa mục quá khảo", một số khác thì có thêm Hoa Nham, Cao Phượng Hàn, Biên Thọ Dân, Trần Soạn, Mẫn Trinh, Lý Miễn, Dương Pháp. Ngày nay, giới học thuật gần như đi đến nhận thức chung là "Bát quái Dương Châu" không chỉ dùng để chỉ riêng 8 người, mà là tất cả 15 người thuộc "Dương Châu họa phái". Tại Nhà tưởng niệm Bát quái Dương Châu (扬州八怪纪念馆) có tác phẩm điêu khác tượng cả 15 người cũng như trưng bày bộ sưu tập tác phẩm còn sót lại của "Bát quái Dương Châu".

## Danh sách

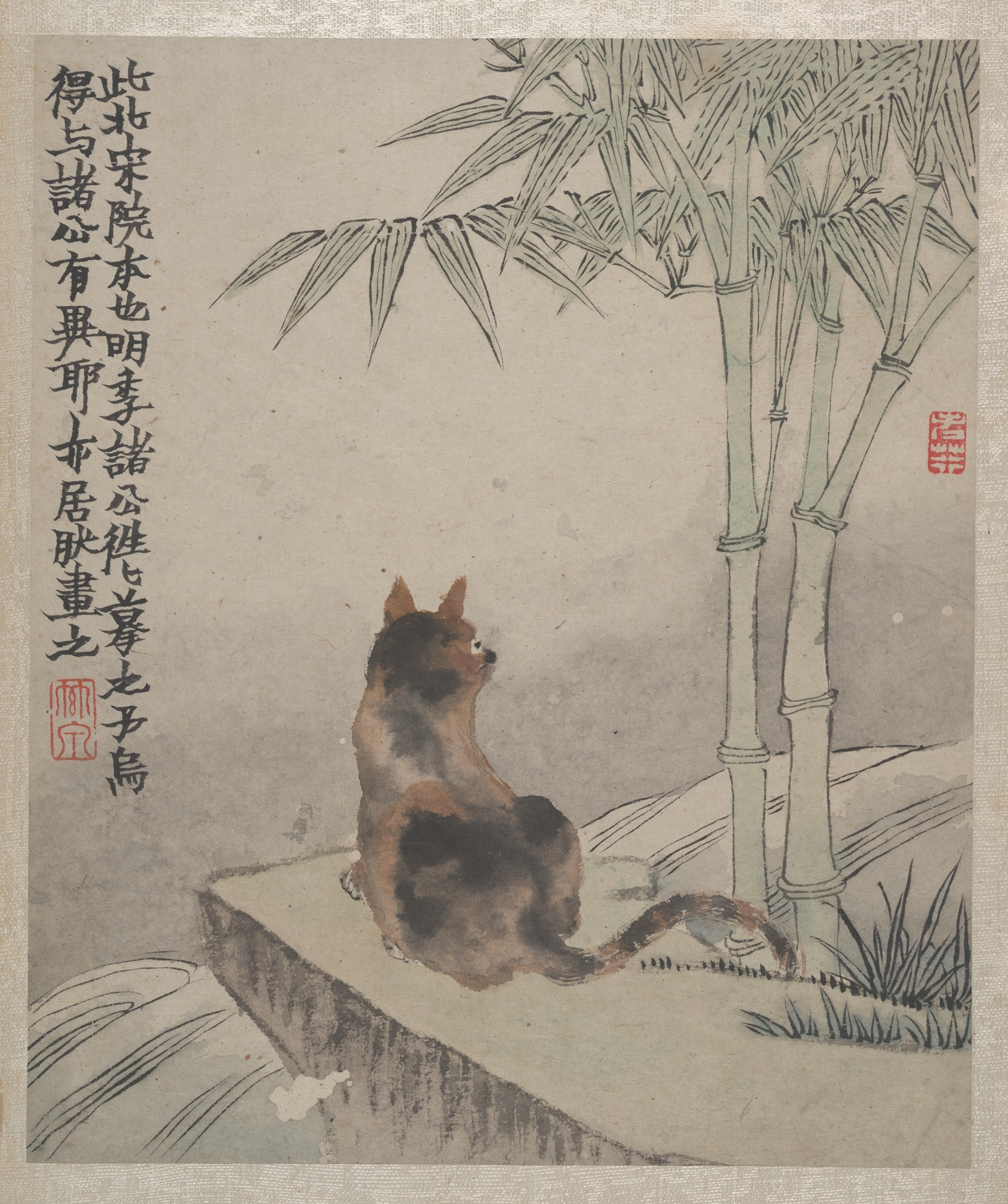
Bức vẽ mèo và cây trúc bằng mực và màu trên giấy của Kim Nông

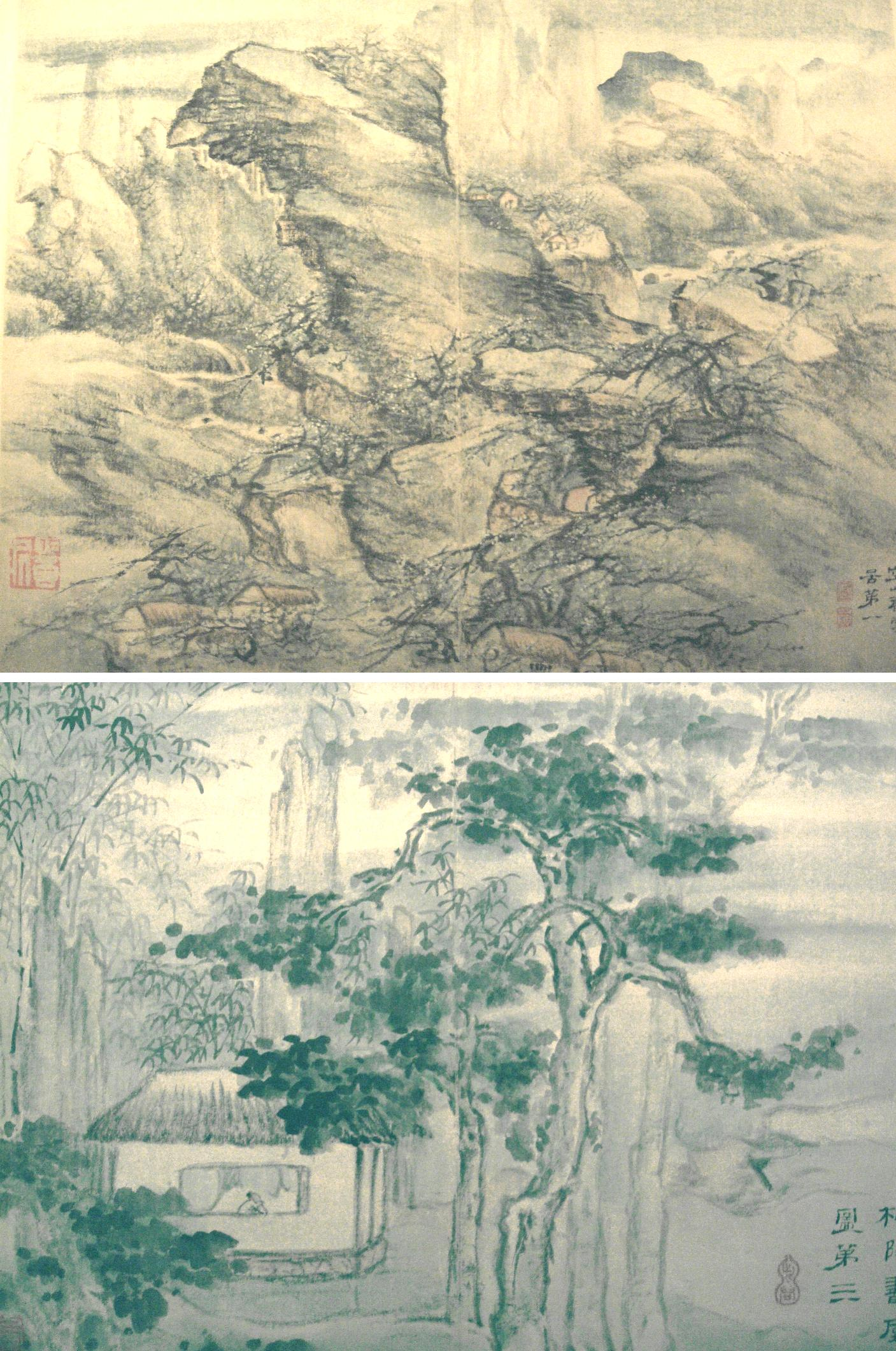
Tranh của Cao Phượng Hàn: (trên): Hoa tuyết trong núi sa mạc, (phía dưới): Học dưới bóng cây ngô đồng

| Tên                            | Tên                            | Thời gian sống                 | Thời gian sống                 | Quê quán                                                 |
| Phiên âm                       | Chữ Hán                        | Sinh                           | Mất                            | Quê quán                                                 |
| 8 họa sĩ thường được công nhận | 8 họa sĩ thường được công nhận | 8 họa sĩ thường được công nhận | 8 họa sĩ thường được công nhận | 8 họa sĩ thường được công nhận                           |
| ------------------------------ | ------------------------------ | ------------------------------ | ------------------------------ | -------------------------------------------------------- |
| Kim Nông                       | 金农                           | 1687                           | 1763                           | Hàng Châu, Chiết Giang                                   |
| Hoàng Thận                     | 黃慎                           | 1687                           | 1768                           | Ninh Hóa, Phúc Kiến                                      |
| Cao Tường                      | 高翔                           | 1688                           | 1753                           | Dương Châu, Giang Tô                                     |
| Lý Thiện                       | 李鱓                           | 1686                           | 1762                           | Hưng Hóa, phủ Dương Châu (nay thuộc Thái Châu, Giang Tô) |
| Trịnh Tiếp                     | 郑燮                           | 1693                           | 1766                           | Hưng Hóa, phủ Dương Châu (nay thuộc Thái Châu, Giang Tô) |
| Lý Phương Ưng                  | 李方膺                         | 1695                           | 1755                           | Nam Thông, Giang Tô                                      |
| Uông Sĩ Thận                   | 汪士慎                         | 1686                           | 1759                           | Hấp, An Huy                                              |
| La Sính                        | 羅聘                           | 1733                           | 1799                           | Hấp, An Huy                                              |
| 7 họa sĩ khác                  |                                |                                |                                |                                                          |
| Hoa Nham                       | 華嵒                           | 1682                           | 1756                           | Thượng Hàng, Phúc Kiến                                   |
| Cao Phượng Hàn                 | 高凤翰                         | 1683                           | 1749                           | Giao Châu, Sơn Đông                                      |
| Biên Thọ Dân                   | 边寿民                         | 1684                           | 1752                           | Hoài An, Giang Tô                                        |
| Trần Soạn                      | 陈撰                           | 1678                           | 1758                           | Ngân Châu, Chiết Giang                                   |
| Mẫn Trinh                      | 閔貞                           | 1730                           | Không rõ                       | Vũ Huyệt, Hồ Bắc                                         |
| Lý Miễn                        | 李葂                           | 1705                           | 1755                           | Hoài Ninh, An Huy                                        |
| Dương Pháp                     | 楊法                           | 1696                           | 1748                           | Nam Kinh, Giang Tô                                       |